# Dubrovnik-Neretva megye
Dubrovnik-Neretva megye (horvátul Dubrovačko-neretvanska županija) Horvátország legdélebbi részén, Dél-Dalmáciában fekszik, központja Dubrovnik.
Itt található a Neretva folyó torkolata, a Pelješac-félsziget és délen a Prevlaka-félsziget.
A megyéhez tartoznak a Korčula, Lastovo, Mljet, Šipan, Koločep és Lopud szigetek is.

## Közigazgatás
5 város és 17 község (járás) alkotja a megyét. Ezek a következők:
| Városok: - Dubrovnik - Korčula - Metković - Opuzen - Ploče Községek (járások): - Blato - Dubrovačko primorje - Janjina - Konavle - Kula Norinska | - Lastovo - Lumbarda - Mljet - Orebić - Pojezerje - Slivno - Smokvica - Ston - Trpanj - Vela Luka - Zažablje - Župa dubrovačka |

## Képek

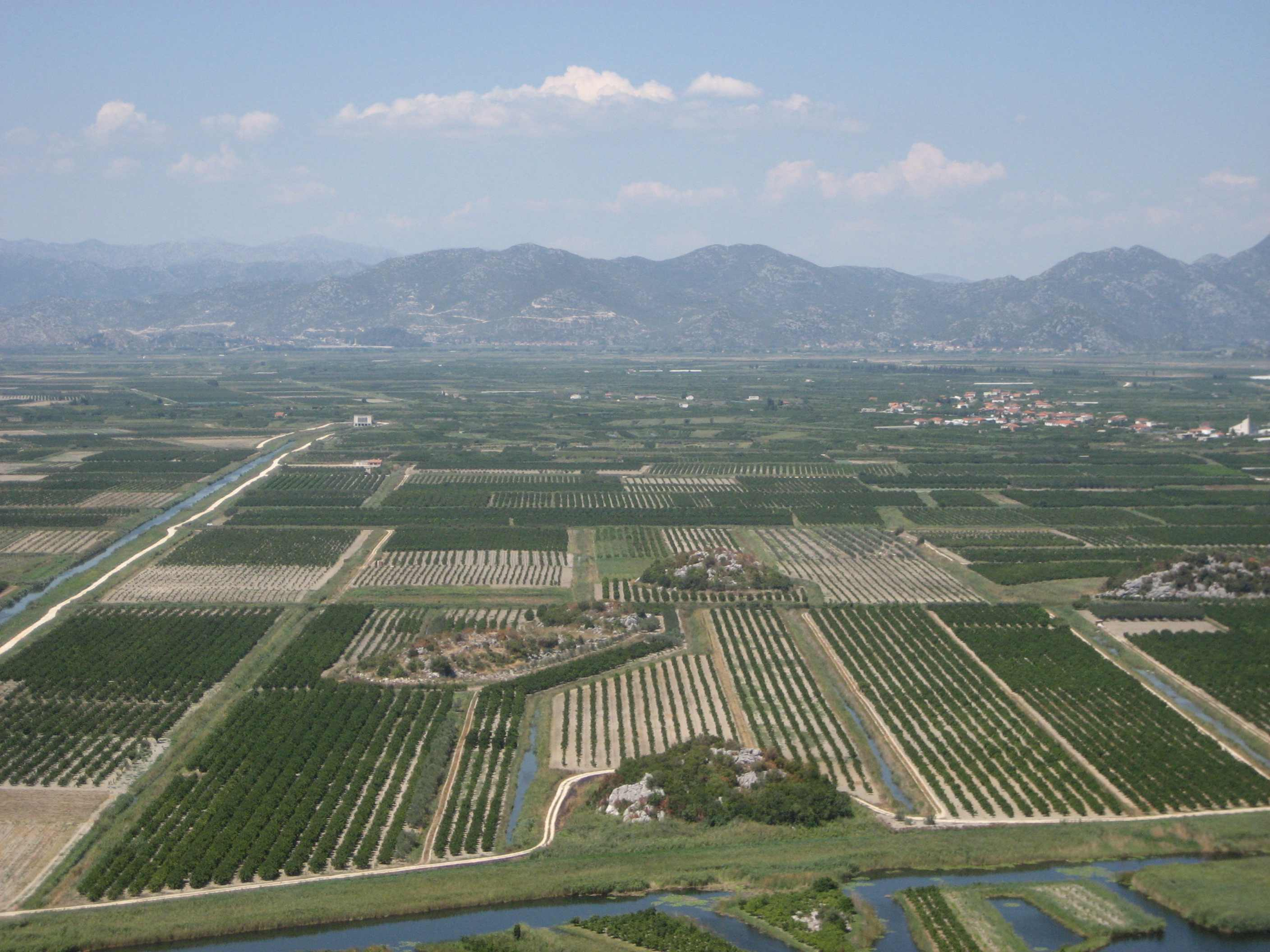
Ültetvények a Neretva torkolatánál
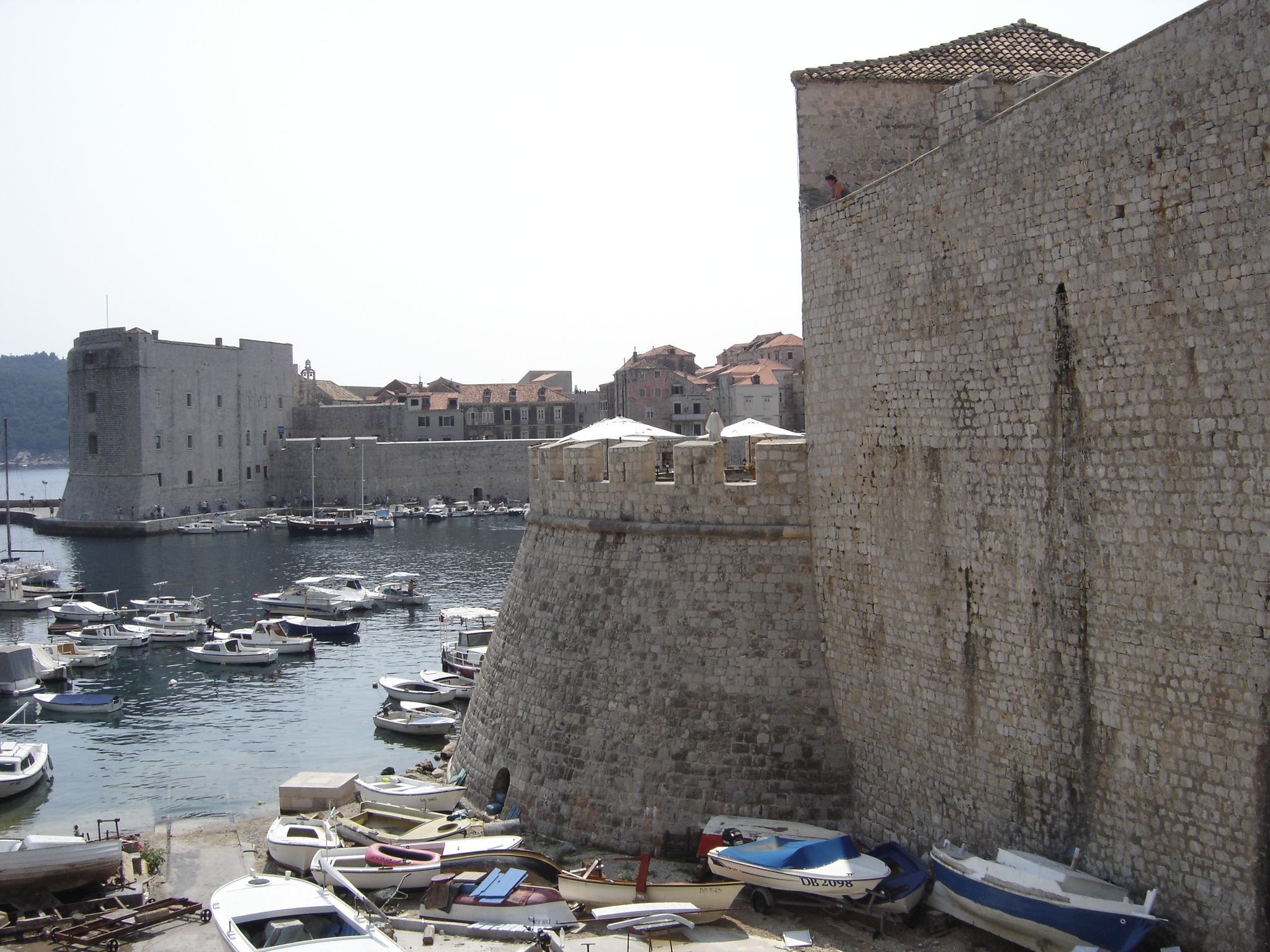
A dubrovniki erőd
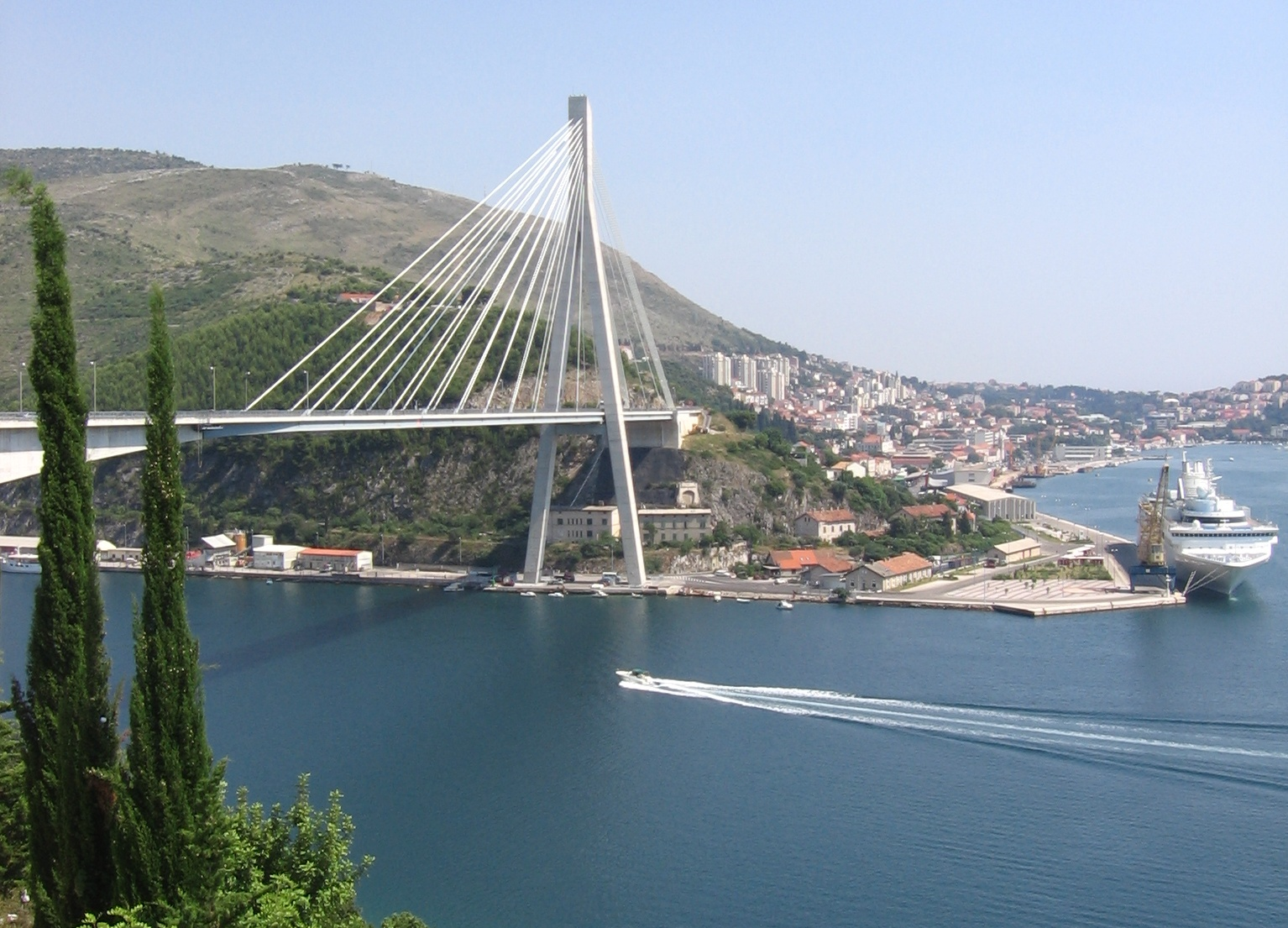
Franjo Tuđman híd
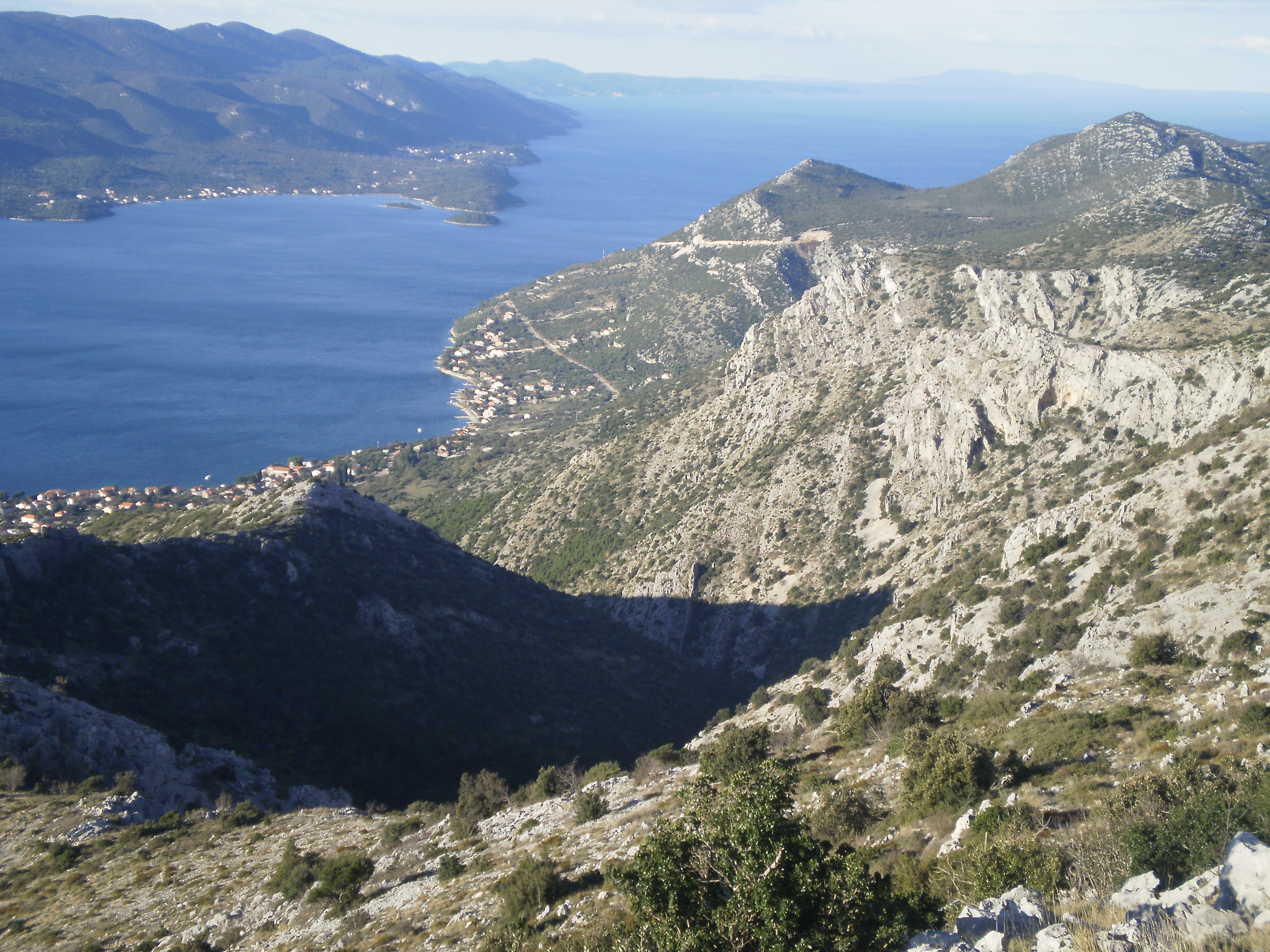
Pelješac-csatorna
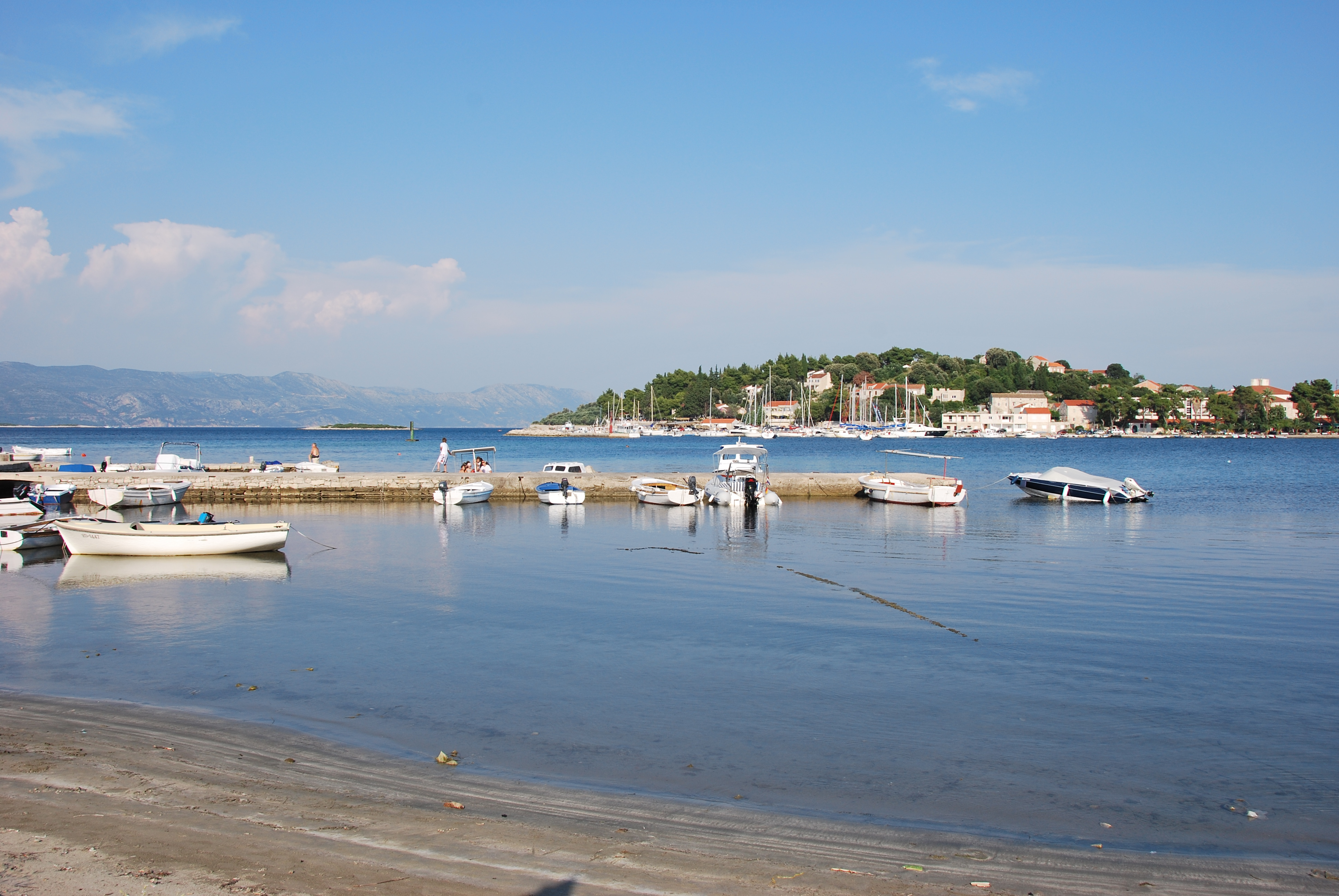
Lumbarda kikötője, Korčula

## Lásd még
- Raguzai Köztársaság